# Callistochiton augustensis
Callistochiton augustensis is een keverslakkensoort uit de familie van de Callistoplacidae. De wetenschappelijke naam van de soort is voor het eerst geldig gepubliceerd in 1937 door Ashby & Cotton.